# 阿申山
57°48′S 26°43′W / 57.800°S 26.717°W
阿申山是南極洲的山峰，位於南桑威奇群島的桑德斯島東南部，在1971年由英國南極名稱諮詢委員會命名，現時由南極條約體系管理。